# Pomnik ks. dra Jana Dzierżona w Kluczborku
Pomnik ks. dra Jana Dzierżona – pomnik znajdujący się przy ul. Byczyńskiej w Kluczborku.
Autorem pomnika był rzeźbiarz Augustyn Dyrda. Pomnik upamiętnia związanego z gminą Kluczbork, pszczelarza i badacza ks. Jana Dzierżona, który został przedstawiony na nim w pozie stojącej przyglądając się trzymanej w palcach pszczole. Obiekt został odsłonięty i poświęcony 20 września 1981 roku w parku przy ulicy Byczyńskiej w Kluczborku z okazji 170 rocznicy urodzin i 75 rocznicy śmierci ks. Jana Dzierżona. Pomnik powstał staraniem działaczy Polskiego Związku Pszczelarskiego ze składek pszczelarzy z całej Polski. Wśród zaangażowanych w budowę pomnika był między innymi dyrektor miejscowego muzeum Roman Pastwiński i działacz pszczelarski Lucjan Kobędza, a także Związek Pszczelarzy w Wiśle.
Na przestrzeni lat przy pomniku organizowano szereg lokalnych uroczystości w tym między innymi elementy obchodów Wojewódzkiego Dnia Pszczelarza, uroczystych obchodów 70-lecia Zespołu Szkół Centrum Kształcenia Rolniczego im. ks. dr Jana Dzierżona w Bogdańczowicach czy akcji Narodowe Czytanie.
W 2019 roku dobiegła końca rewitalizacja Parku Jana Dzierżona w Kluczborku w trakcie której Pomnik ks. dra Jana Dzierżona zyskał stałą oprawę świetlną. Obok monumentu na ścianie jednej z kamienic, znajduje się pszczeli mural.